# Klarheitsmaß
Das Klarheitsmaß C ist ein aus dem Schallimpulstest abgeleitetes Maß zur Bestimmung
- der Deutlichkeit bei Sprache (C50) oder
- der Durchsichtigkeit bei Musik (C80).

## Definition
Das Klarheitsmaß setzt die am Hörerplatz eines Auditoriums bis zu einem Zeitpunkt tC eintreffende Schallenergie ins Verhältnis zur später eintreffenden Raumenergie, bewertet dieses Verhältnis logarithmisch und gibt es in Dezibel an:
{\displaystyle C=10\cdot \lg \left({\frac {\int _{0}^{t_{C}}p^{2}(t)\,\mathrm {d} t}{\int _{t_{C}}^{\infty }p^{2}(t)\,\mathrm {d} t}}\right)\mathrm {dB} }
mit:
- der Integrationsgrenze tC (50 ms bzw. 80 ms)
- dem Schalldruck p, der in der Zeit t nach Eintreffen des Direktschalls (bei t = 0) von einem Impuls am Hörerplatz geliefert wird.

Für die Beurteilung von Räumen für Musik- und Sprachnutzung haben sich zwei getrennte Bewertungmaße eingebürgert, die den unterschiedlichen Anforderungen Rechnung tragen. Sie unterscheiden sich nur in der Wahl ihrer Integrationsgrenze:  bei Sprache tC = 50 ms und bei Musik tC = 80 ms.

### Deutlichkeitsmaß C50
Das Deutlichkeitsmaß (auch Sprachklarheitsmaß) {\displaystyle C_{50}} ist als Kriterium für Räume mit Sprachnutzung entwickelt worden. Ein Wert von 0 dB bedeutet, dass die Energie aus dem Direktschall und aller innerhalb {\displaystyle t_{C}} = 50 ms eintreffender Reflexionen genau so groß ist wie diejenige aller restlichen Reflexionen. Der Bereich, in dem gute Sprachverständlichkeit gegeben ist, liegt zwischen −3 dB und +2 dB.
{\displaystyle C_{50}=10\cdot \lg \left({\frac {\int _{0}^{50\,\mathrm {ms} }p^{2}(t)\,\mathrm {d} t}{\int _{50\,\mathrm {ms} }^{\infty }p^{2}(t)\,\mathrm {d} t}}\right)\mathrm {dB} }

### Klarheitsmaß C80
Das Klarheitsmaß (auch Musikklarheitsmaß oder Durchsichtigkeitsmaß) {\displaystyle C_{80}} mit {\displaystyle t_{C}} = 80 ms dient der Bewertung von Räumen bei musikalischer Nutzung.
{\displaystyle C_{80}=10\cdot \lg \left({\frac {\int _{0}^{80\,\mathrm {ms} }p^{2}(t)\,\mathrm {d} t}{\int _{80\,\mathrm {ms} }^{\infty }p^{2}(t)\,\mathrm {d} t}}\right)\mathrm {dB} }

## Bewertung
Wenn die Werte über 0 dB liegen, also positiv sind, ist ausreichende Deutlichkeit bzw. Durchsichtigkeit vorhanden.
Für Kinos, Diskotheken oder Veranstaltungsorte mit häufigen Playbackeinspielungen sollten Deutlichkeitsmaße von C50 = 3…4 dB erreicht werden. In Konzertsälen ist ein Klarheitsmaß von −3 bis +4 dB optimal.
Durch die Erhöhung des Klarheits- und Deutlichkeitsmaßes wird im Allgemeinen der akustische Raumeindruck herabgesetzt, andersherum sinken die Maße mit steigender Nachhallzeit.
Bei Werten unter 0 dB stellt sich für den Zuhörer der Eindruck ein, dass er von der Musik „umhüllt“ ist.